# Stalter György
Stalter György (Budapest, 1956. január 11. –) Balogh Rudolf-díjas magyar fotóművész, riporter. A Magyar Fotóművészek Szövetsége elnökségének volt tagja, a Pécsi József-ösztöndíj kuratóriumának tagja.

## Életpályája
1970–1974 között Esztergomban járt gimnáziumba, 1976–1978 között fényképész szakmunkásképzőbe Budapesten. 1978-83 Fiatalok Fotóművészeti Stúdiójának tagja, 1983-86 pedig titkára. 1978-88 Magyar Ifjúság című hetilap fotóriportere és rovatvezetője. 1983-ban a MUOSZ Újságíróiskola-fotóriporter szakon vett részt, 1983-ban felvételt nyert a Magyar Fotóművészek Szövetségébe és a Művészeti Alapba is. 1988-90 fotóriporterként a Képes 7 hetilapnál dolgozott, majd 1990 szabadúszó fotográfus lett.
1990-95-ig folyamatosan publikált az Amaro Drom című roma lapban, 1992-94 képszerkesztőként a VOLT magazinnál dolgozott. Más Világ címmel Horváth M. Judittal közös fotóalbumot jelentettek meg a hazai cigányság életéről. 2002 létrehozta a Kópia Fotógalériát, csoportos és egyéni kiállításokat rendez.
A sajtóban különböző lapoknál fotóriporterként, fotó-rovatvezetőként és képszerkesztőként dolgozott. Évekig volt tagja és vezetője a Fiatalok Fotóművészeti Stúdiójának. Feleségével, Horváth M. Judittal több mint tíz évig fényképezték Magyarország cigánytelepeit és a pesti gettósodó kerületeket. Közös fotóalbumuk a Más Világ (1998). Az utóbbi években a nyolcadik kerület eltűnő mikrokozmoszát fényképezte, elnyerte vele a Budapest Fotográfiai ösztöndíjat, ez a munkája Város a városban (2010) címmel jelent meg. Az NKA Collegium Hungaricum Moholy-Nagy László ösztöndíjával Berlin „nyolcadik kerületéről", Neukölln városnegyedről készített fotóesszét. Idehaza és külföldön számos egyéni és csoportos kiállításon mutatta be alkotásait.
Kerekes Gáborral együtt 1995-ben indította a Stalter ASA fotótanfolyamot „Művészet és Mesterség” címszóval.
Munkáit a Kecskeméti Fotográfiai múzeumban és a Körmendi-Csák Fotográfiai Gyűjteményben őrzik.

## Magánélete
Feleségével, Horváth M. Judittal 1976-ban ismerkedett meg: az Orvostovábbképző Intézetben (ma Semmelweis Egyetem) dolgozott gyerekápolónőként, Stalter pedig a – fényképezés mellett – betegszállítóként. 1978-ban házasodtak össze. Megismerkedésük óta több közös fotóalbumot is kiadtak.

## Kiállításai

### Önálló

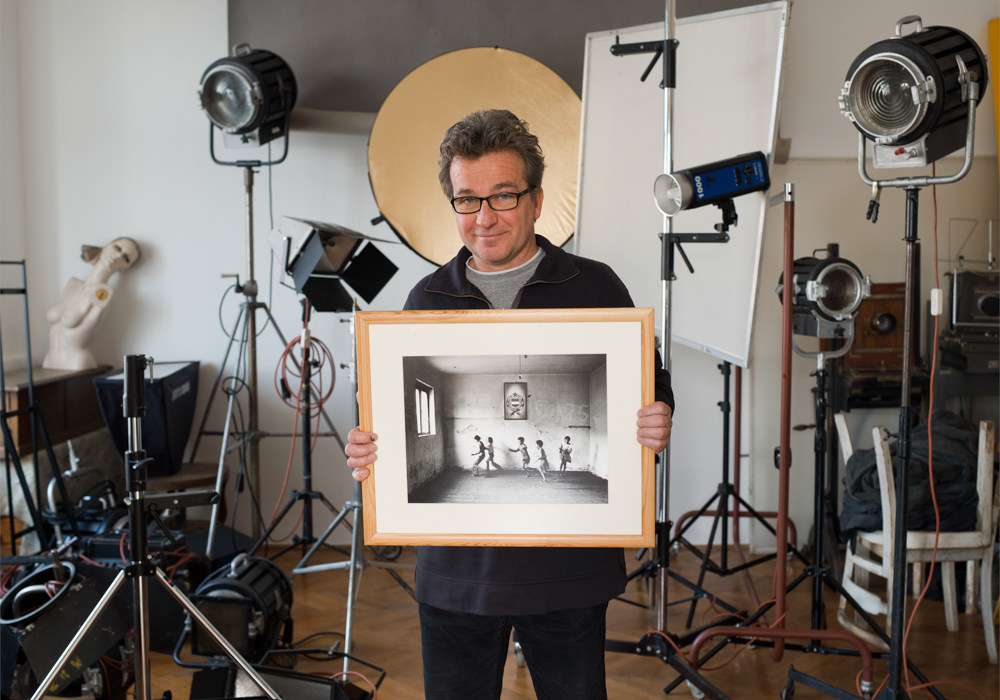
A Tólápa sorozatban megjelent Címer című művével, Urbán Ádám PéldaKÉPek sorozatában

- 1977 – Fiatal Művészek Klubja, Budapest
- 1979 – Művelődési és Sportház, Szombathely
- 1980 – Önmegvalósítás Világítóudvar, Budapest, Népköztársaság útja 18.
- 1999 – Más Világ Mediawave Győr
- 2000 – Más Világ – Vígadó Galéria Budapest
- 2001
  - Más Világ – Bécs Ausztria
  - Kaunas Litvánia
  - Helsinki Finnország
- 2002 – India – Vista Galéria, Budapest
- 2004 – Kópia Fotógaléria, Budapest
- 2007
  - Józsefváros Anzix – Mai Manó Galéria, Budapest
  - Más Világ San Sperate – Szardínia
  - Más Világ Bielsko Biala – Lengyelország
- 2010 – Más Világ – Bukarest
- 2011 – Neukölln/Nyolcker Collegium Hungaricum Berlin
- 2012
  - Neukölln/Józsefváros – Budapest/Berlin 2007–2011
  - FUGA Budapesti Építészeti Központ

### Csoportos
- 1978
  - Első kiállítás – Fiatalok Fotóművészeti Stúdiója
  - Magyar Munkásmozgalmi Múzeum, Budavári Palota
- 1982
  - Második – Fiatalok Fotóművészeti Stúdiója Ernst Múzeum
  - Esztergomi Fotóbiennálé
- 1983
  - Szociófotó – Fiatalok Fényes Adolf terem, Budapest
  - Szociófotó – Öregek Fényes Adolf terem, Budapest
- 1986
  - „Harmadik" – Fiatalok Fotóművészeti Stúdiója
  - Ernst Múzeum
  - Magyar Fotográfia Műcsarnok
- 1989
  - Zwischen Elbe und Wolga
  - Más–Kép Ernst Múzeum
  - Magyar Fotográfia Műcsarnok
- 1990 – Negyedik – Fiatalok Fotóművészeti Stúdiója
- 1993 – Magyar Fotográfia '93
- 1994
  - Sajtófotó Kiállítás Néprajzi Múzeum
  - Csoportkép Vigadó Galéria
- 1995
  - Kortárs Magyar Fotográfia '95 Pécs
  - A látható jelen – Országos Fotóbiennálé Műcsarnok
- 1999 – Sarah Mortland Galéria, New York/Magyar Konzulátus, New York
- 2001
  - Országos Fotóművészeti Kiállítás Műcsarnok
  - Regard Hongrois, Paris
- 2006
  - Sajtófotó
  - Kutyavilág, Mai Manó
  - Válogatott Képek, Budapest Galéria
- 2008 – Die Vergessenen Europeaer, Köln Városi Múzeum
- 2010
  - + Műhely Budapest
  - Forte Vác, Art Bázis
- 2011
- Budapest Pozitív, Mai Manó Ház
- EYEWITTNESS Royal Academy of Arts London
- 2012
  - Polaroid 65 Kecskemét/Esztergom/Budapest Kolta Galéria
  - Faust II., Budapest Galéria
- 2013

Analóg 21 magyar fotográfus a 20. századból KOGART

## Kötetei
- Horváth M. Judit–Stalter György: Más világ; szöveg Kerényi György; szerzői, Budapest, 1998
- Jöjjön velünk Indiába!; szöveg Kalmár György, fotó Stalter György; AduPrint, Budapest, 2000
- ...akár egy film noir / ...just like a film noir; Artphoto Galéria, Budapest, 2014 (Közelkép)
- Régi/új képek; Pauker Holding Kft., Budapest, 2019 (Pauker collection)

## Díjai, kitüntetései
- 1987 – Balogh Rudolf-díj[1]
- 1981 – „Párizs Város Díj”
- 1987 – A Magyar Újságírók Szövetségének Nívódíja
- 1994 – Közös Sajtófotó Esszédíj Horváth M.Judittal
- 2006 – Sajtófotó pályázaton díjak több kategóriában és a Pro Cultura Urbis Budapest Fotográfiai Ösztöndíj Józsefváros munkájáért
- 2011 – Moholy Nagy László-ösztöndíj a Collegium Hungaricumban, Berlinben[4]
- 2012 – Egyik alanya volt Urbán Ádám PéldaKÉPek című kiállításának, melyet a budapesti Magyar Fotográfusok Házában tartottak.[5]